# Maksim Andralojz
Maksim Henadsewitsch Andralojz (belarussisch Максім Генадзевіч Андралойць; englisch Maksim Andraloits; * 17. Juni 1997) ist ein belarussischer Leichtathlet, der sich auf den Zehnkampf spezialisiert hat.

## Sportliche Laufbahn
Erste internationale Erfahrungen sammelte Maksim Andralojz im Jahr 2013, als er bei den Jugendweltmeisterschaften in Donezk mit 6157 Punkten den vierten Platz im Achtkampf belegte. 2015 gewann er bei den Junioreneuropameisterschaften in Eskilstuna mit 7717 Punkten die Bronzemedaille und im Jahr darauf sicherte er sich bei den U20-Weltmeisterschaften in Bydgoszcz mit 8046 Punkten die Silbermedaille im Zehnkampf. 2017 wurde er bei den U23-Europameisterschaften ebendort mit 7858 Punkten Fünfter und nahm dann an den Sommer-Universiade in Taipeh teil, bei der er mit 7472 Punkten den vierten Platz belegte. 2018 startete er bei den Europameisterschaften in Berlin, musste dort aber seinen Wettkampf am zweiten Tag beenden, nachdem er im Hürdensprint nicht ins Ziel gelangte. Auch bei den Halleneuropameisterschaften 2021 in Toruń musste er den Wettkampf im Siebenkampf vorzeitig beenden.
2021 wurde Andralojz belarussischer Meister Zehnkampf sowie Hallenmeister im Siebenkampf. 2022 wurde er Hallenmeister im 60-Meter-Hürdenlauf.

## Persönliche Bestleistungen
- 110 m Hürden: 14,45 s (−2,0 m/s), 1. August 2020 in Minsk
  - 60 m Hürden (Halle): 7,96 s, 26. Februar 2022 in Mahiljou
- Zehnkampf: 8100 Punkte, 1. August 2020 in Minsk
  - Siebenkampf (Halle): 6057 Punkte, 28. Januar 2021 in Homel